# Самуел ван Хоогстратен
Самуел Диркс ван Хоогстратен (на нидерландски: Samuel Dirksz van Hoogstraten) е холандски художник, писател и поет от Златния век.
Роден е през 1627 година в Дордрехт. Първоначално изучава художествените техники от баща си Дирк ван Хоогстратен. След смъртта на баща му през 1640 година, Самуел заминава за Амстердам, където постъпва в школата на Рембранд. Малко след това той вече е майстор и преподавател в школата. През 1651 година започва пътешествие, което го отвежда до Виена, Лондон и Рим. Завръща се в родния си Дордрехт, където се жени през 1656 година и постъпва на работа в монетния двор.
Запазени са голяма част от картините му. Самуел ван Хоогстратен в различни етапи от живота си прилага различен стил на рисуване, често имитирайки други художници, например де Хоох и Рембранд. Експериментира с перспективите и светлината. Отделно се занимава и с писане, като най-известната си творба – Въведение в Академичното Изобразяване – написва през 1678 година. Пише също така сонети и трагедии.
Умира на 51-годишна възраст през 1678 година в родния си град.